# Wilhelm Olivier Leube
Wilhelm Olivier Leube né le 14 septembre 1842 à Ulm et mort le 16 mai 1922 à Langenargen est un médecin interniste allemand né à Ulm.

## Biographie
Il étudie la médecine à Tübingen, Zurich, Berlin et Munich et, à partir de 1868, il travaille comme assistant à la clinique médicale d'Erlangen. En 1872, à l'université d'Iéna, il devient professeur de pathologie et de thérapie spéciale, ainsi que directeur de la clinique médicale. À Iéna, l'un de ses assistants est le célèbre médecin Ottomar Rosenbach (en) (1851-1907). Ensuite, il est professeur aux universités d'Erlangen (1874-1885) et de Würzbourg, où en 1895/96 il est recteur de l'université.
Wilhelm Leube est connu pour son travail sur les troubles gastriques et intestinaux qui comprend des recherches pionnières sur la "dyspepsie nerveuse". Il croyait que l'irritation gastrique était souvent causée par les effets de la nourriture sur les nerfs sensoriels de l'estomac et mène des études approfondies sur la digestion. En 1871, il introduit une procédure connue sous le nom d'intubation afin de récupérer le contenu de l'estomac pour analyse. Plus tard, il introduit des «repas tests» de différents types d'aliments, qui sont servis aux patients, puis récupérés via la «sonde gastrique» de Leube à des heures programmées. Grâce à ces procédures, Leube recherche le degré de digestion du repas test, ainsi que la quantité et la concentration d'acide et de pepsine dans l'estomac des patients. Avec le physiologiste Isidor Rosenthal (1836–1915), il développe la Leube-Rosenthalsche Fleischsolution (solution de viande Leube-Rosenthal).
Il écrit un traité influent sur les maladies gastro-entérologiques appelé « Die Krankheiten des Magens und Darms » (1875), qui figure dans le « Handbuch der speciellen Pathologie und Therapie » de Hugo Wilhelm von Ziemssen (en). Leube est décédé le 16 mai 1922 au château de Montfort sur le lac de Constance.